# ミスジドロガメ
ミスジドロガメ（学名：Kinosternon baurii）は、ドロガメ科ドロガメ属に分類されるカメ。

## 分布
アメリカ合衆国（アラバマ州南東部、サウスカロライナ州、ジョージア州南部、ノースカロライナ州東部、バージニア州南東部、フロリダ州）
模式標本の産地（模式産地）はキーウェスト島（フロリダ州）。

## 形態
最大甲長13.8センチメートル。オスよりもメスの方が大型になり、オスは最大甲長10.4センチメートル。背甲はややドーム状に盛りあがり、上から見るとやや幅広い卵型。第1椎甲板は第2縁甲板に接しない（第1縁甲板と第2縁甲板の継ぎ目＜シーム＞に接する個体もいる）。第2-4椎甲板は平坦。縁甲板は鋸状に尖らず、第10縁甲板が最も大型（高い）。背甲の色彩は黄褐色や暗褐色、灰褐色、黒と変異が大きく、椎甲板と肋甲板に淡黄色、淡橙色、褐色の縦縞が入る。背甲に入る縦縞が名前の由来になっている。腋下甲板と鼠蹊甲板が接する。腹甲はやや大型。蝶番は発達するが、後葉がやや小型のため腹甲を折り曲げても背甲と後葉の間にやや隙間がある。腹甲の色彩は黄色や暗黄色で、シーム周辺に暗色斑が入る個体もいる。
頭部はやや小型か中型。吻端は突出し、上顎の先端は鉤状に尖る。指趾の間には水かきが発達する。頭部や頸部、四肢、尾の色彩は暗褐色や灰褐色、黒で、不規則に黒い斑点が入る個体もいる。側頭部には左右に2本ずつ（1本は眼や鼓膜の上方を通り、もう1本は眼や鼓膜の下方を通る）明色の筋模様が入る。
卵は長径2.3-3.3センチメートル。短径1.3-2センチメートル。孵化直後の幼体は甲長1.5-2.5センチメートル。幼体は椎甲板にあまり発達しない筋状の盛りあがり（キール）があり、孵化直後の幼体は縁甲板の外縁が鋸状に弱く尖る個体もいる。また背甲の外縁が薄黄色で縁取られる。成長に伴いキールや縁甲板の突起は消失する。成長に伴いキールや縁甲板の突起は消失し、背甲の色彩は暗くなり斑紋は不明瞭になる。
オスの成体は腹甲がやや凹み、左右の肛甲板の間に浅い切れ込みが入る。また大腿部や脛には大型鱗が並び、尾の先端に鉤状の大型鱗がある。さらに前肢の爪が伸長し湾曲する。幼体やメスの成体は腹甲が平坦で、左右の肛甲板の間に切れ込みが入らないかあっても非常に浅い。

## 分類
ドロガメ属内ではミトコンドリアDNAの解析による分子系統学的解析ではキイロドロガメやトウブドロガメと単系統群を形成すると推定され、形態的にも類似するトウブドロガメが最も近縁と考えられている。外部形態はトウブドロガメの亜種ミシシッピドロガメに類似するが、ミトコンドリアDNAの制限酵素断片法による分子系統学的解析ではトウブドロガメの基亜種や亜種フロリダドロガメと単系統群を形成すると推定されている。
以前はフロリダ・キーズ諸島の個体群を、頭部や背甲の筋模様が不明瞭であるとして亜種（K. b. palmarum）として分割する説もあった。しかし現在は地域に関係のない個体変異の範疇として、亜種を無効とする説が有力。

## 生態
低地にある流れの緩やかな河川や池沼、湿原、汽水域などに生息し、底質が泥や腐食質が堆積した止水域を好む。水場の水位が下がると主に降雨時や降雨後に陸伝いに別の水場に移動する。昼間も夜間も活動するが、温度や湿度、天候によって変動がある。陸場、岩や倒木の上などで日光浴を行うが、水面や浅瀬で日光浴することもある。フロリダ州南部の個体群は周年活動するが、多くの地域で夏季や冬季に主に陸上の地中や腐植質の中、倒木の下などで休眠する。
食性は雑食で、魚類、昆虫、甲殻類、巻貝、動物の死骸、植物の葉（ビャクシン属）、種子（アメリカパルメット）、藻類などを食べる。陸上でも水中でも採食を行う。
繁殖形態は卵生。周年交尾を行うが、主に秋季に交尾を行う。水辺の砂地や腐食質に穴を掘って卵を産むが、アメリカアリゲーターの産卵巣に卵を産むこともある。1回に1-7個の卵を年に1-6回に分けて産む。フロリダ州南部では周年、フロリダ州中部では主に6月、9-11月に卵を産み、フロリダ半島を除いた個体群は主に秋季（春季にも産む）に卵を産むと考えられている。卵は発生初期の段階で22.5-24℃の環境下で胚が95日にわたって休眠することが多く、休眠は約30℃の環境下になった5-9日後に再び発生することが多い。一方25-30℃の環境下では胚が休眠することは少ない。春季に孵化した個体は乾燥している場合には、降雨が多い夏季まで地中に留まることもある。野生下ではオスは甲長7.5センチメートル、メスは甲長7-8センチメートル（生後5-6年）で性成熟するが、飼育下ではオスは生後1年11か月、メスは生後2年5か月で性成熟した例がある。

## 人間との関係
種小名bauriiはGeorg Baurへの献名。
開発による生息地の破壊、渇水、水質汚染、交通事故、ペット用の乱獲などにより生息数は減少している。主な生息地であるフロリダ州では生息数が多いと考えられているが、フロリダ州などでは採集や輸出が規制されている。
ペットとして飼育されることもあり、日本にも輸入されている。ドロガメ属内では古くから流通していたが、同属他種やニオイガメ属と区別されず販売されていた。流通は不定期だが野生個体、飼育下繁殖個体共に流通する。アクアテラリウムで飼育される。陸地を用意し、屋内で飼育する場合は局所的で水に強い暖房器具を照射し皮膚や甲羅を乾かすことのできる環境を作る。属内および科内でも協調性は良く複数飼育での問題も起こりづらいが、相性の悪いオス同士や発情したオス、抱卵したメスなどは攻撃的になることからストレスなども考慮し状況によっては他個体と隔離する。

## 画像

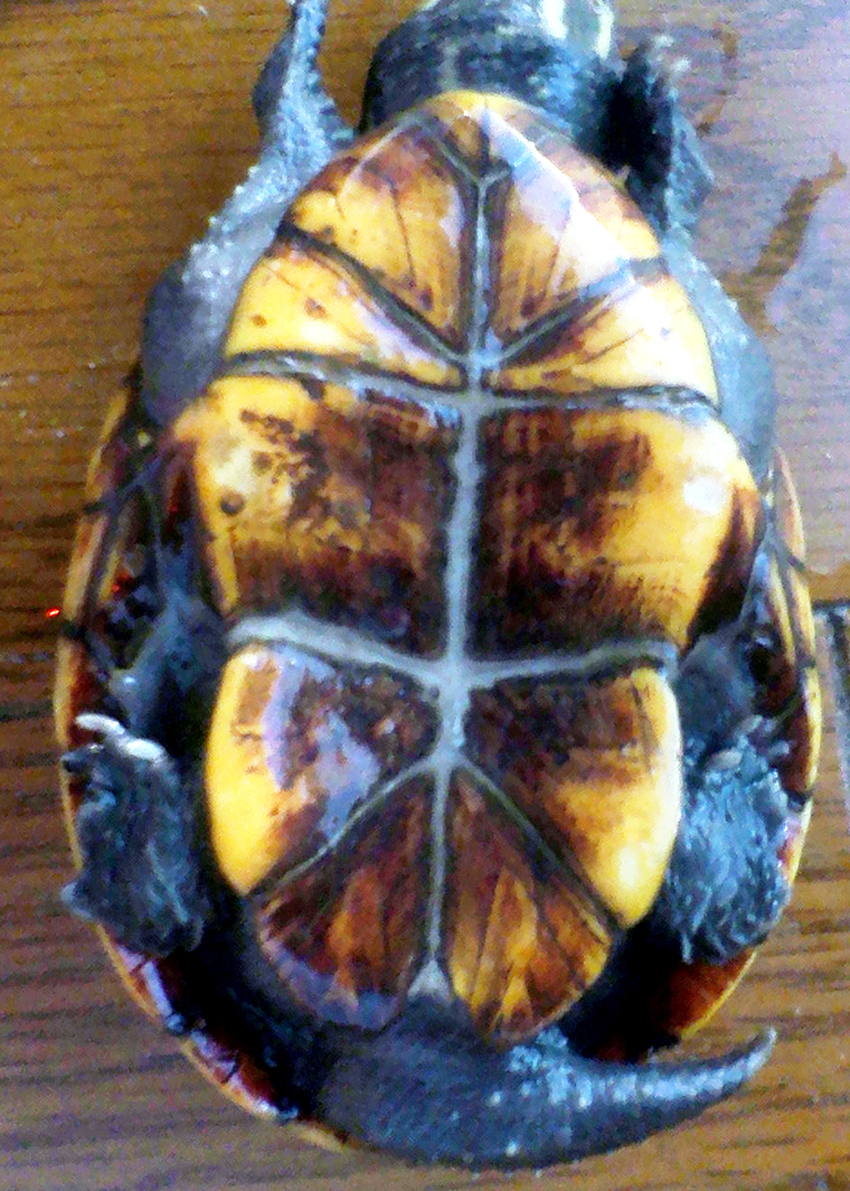
オスの腹甲
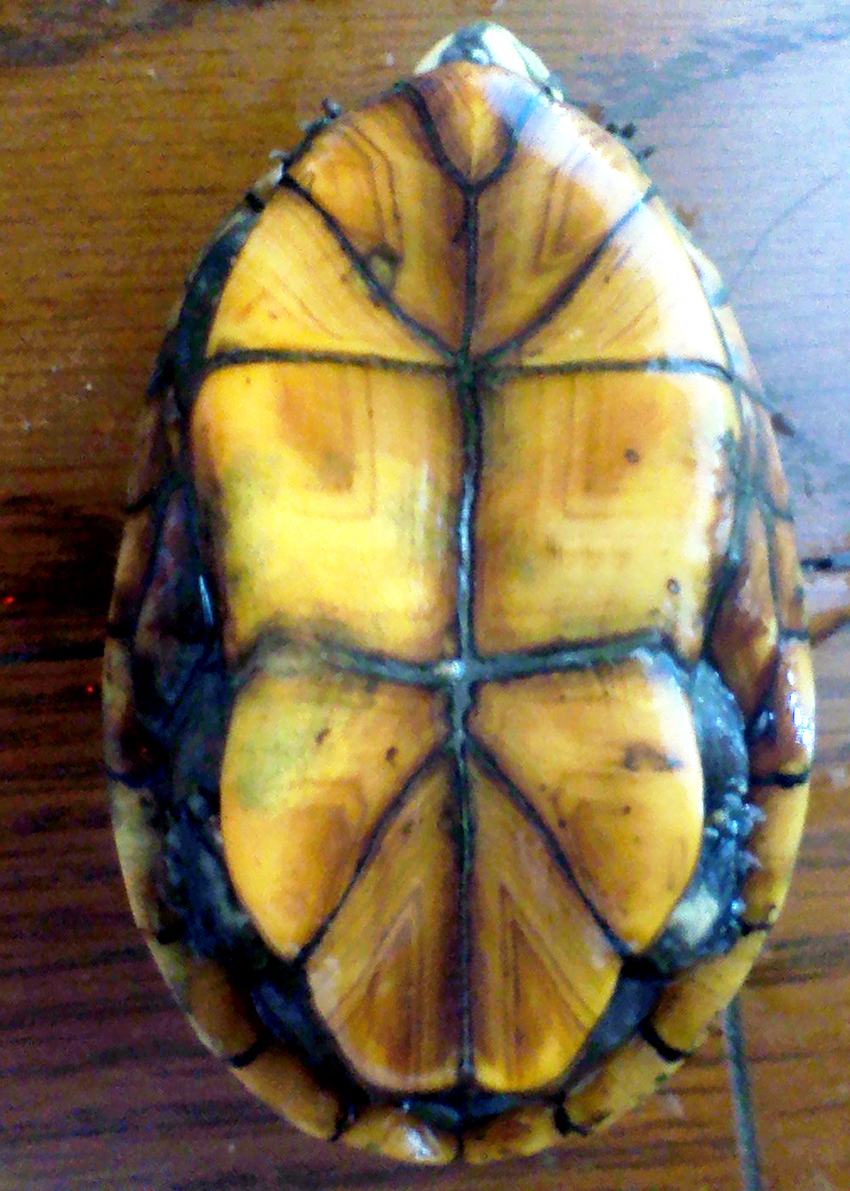
メスの腹甲